# Irving Abella
 (mars 2011).
Si vous disposez d'ouvrages ou d'articles de référence ou si vous connaissez des sites web de qualité traitant du thème abordé ici, merci de compléter l'article en donnant les références utiles à sa vérifiabilité et en les liant à la section « Notes et références ».
Pour les articles homonymes, voir Abella (homonymie).
Irving Abella (né le 2 juillet 1940 à Toronto et mort le 3 juillet 2022) est un auteur, historien et professeur canadien, spécialiste de l'histoire des juifs au Canada.

## Biographie
Irving Martin Abella obtient un baccalauréat ès arts en 1963, une maîtrise ès arts en 1964 et un doctorat en 1969 de l'Université de Toronto.
Il est l'auteur de plusieurs livres dont Coat of Many Colours: Two Centuries of Jewish Life in Canada (1990) et None is Too Many: Canada and the Jews of Europe 1933-1948 (1982).
Abella est professeur à l'Université York, ancien président du Congrès juif canadien, membre de l'Ordre du Canada et membre de la Société royale du Canada (1993).
Il est marié à la juriste canadienne Rosalie Abella, nommée à la Cour suprême du Canada en août 2004. Ils ont deux fils, Jacob and Zachary, tous les deux avocats.